# Vicente Cabeza de Vaca y Fernández de Córdoba
Vicente Cabeza de Vaca y Fernández de Córdoba (Madrid, 17 de febrero de 1865-Madrid, 15 de noviembre de 1921) fue un abogado y político español, ministro de Instrucción Pública y Bellas Artes durante el reinado de Alfonso XIII.

## Biografía
Nació el 17 de febrero de 1865 en Madrid. Noveno marqués de Portago, fue miembro del Partido Conservador. Resultó elegido diputado por Don Benito en 1891, para posteriormente serlo, en 1899, por la circunscripción de Granada aunque renunciaría al escaño al ser nombrado director de Correos y Telégrafos. 
Entre 1901 y 1907 es nuevamente elegido diputado por Granada en las sucesivas elecciones renunciando en 1909 al alcanzar por sus méritos la condición de senador por "derecho propio".
Fue ministro de Instrucción Pública y Bellas Artes entre el 1 de septiembre y el 29 de diciembre de 1920.
Entre 1902 y 1903 fue alcalde de Madrid.
Casó el 19 de septiembre de 1891 con Ángela Carvajal y Jiménez de Molina, condesa de la Mejorada. Tuvieron tres hijos: Antonio, María del Carmen y María de Lourdes.
Fue vocal de la comisión al frente del Centro de Acción Nobiliaria.
Falleció a las cinco y media de la tarde del 15 de noviembre de 1921 en Madrid.
Sus restos recibieron sepultura en el cementerio de San Isidro.